# Volkswagen Arteon
Volkswagen Arteon är en bilmodell från Volkswagen lanserad 2017. Den klassas som större familjebil, tillhör segment D och efterträdde Volkswagen Passat CC. Modellen finns tillgänglig med bensin-, bensinhybrid- eller dieselmotor.
Kombisedanmodellen slutade tillverkas 2023 och efterträddes av Volkswagen ID.7.